# Conrad Saló i Ramell
Conrad Saló i Ramell (Granollers, 4 de desembre del 1906 - La Bisbal d'Empordà, 8 de juliol del 1981) va ser músic i, sobretot, compositor de sardanes, de gran renom. Tota la seva carrera va estar vinculada a la cobla La Principal de la Bisbal.

## Biografia
Va néixer en el si d'una família de músics, originària de Palau-sator: a mitjan segle xix, Eusebi Saló era tible i director de la cobla Vella. El van succeir els seus fills Emili Saló i Parals (fiscornaire i contrabaixista) i Martí Saló i Parals (cornetí). Altres familiars músics eren Enric Barnosell i Saló (tible) i Telesfor Saló i Planas (contrabaix). En Martí Saló i Parals, instrumentista de cornetí i de trompeta, va tocar a l'orquestra Nova Catalana, de Granollers, a la Moderna Monnés, d'Esparreguera, a La Principal de Palafrugell, de Palafrugell, a La Selvatana, de Cassà, i a La Principal de la Bisbal. L'any 1905 va tenir el primer, Emili, que esdevindria un músic excel·lent; i l'any següent, un segon, en Conrad.
Son pare li va donar els primers ensenyaments de música a l'Escola de Música de la Bisbal. L'octubre de 1913 va entrar a l'Escolania de Montserrat i hi va ser primer tiple durant cinc anys; tingué com a mestres de música els pares Anselm Ferrer (piano i harmonia) i Ildefons Civil (violí). Quan abandonà el monestir, amb 16 anys, havia estudiat harmonia, contrapunt i composició, i dominava el piano, l'orgue, el violí i el cornetí. Poc després, ampliaria la seva formació a l'Acadèmia Casals de Barcelona, aprenent piano amb Enric Casals i violí amb en Blai Net.
Pel carnaval del 1923 entrà a la cobla La Principal de la Bisbal (on ja hi tocaven el seu pare i el seu germà) com a segon fiscorn en la formació de cobla, i violí i piano en la formació d'orquestra. L'any 1935 n'esdevingué director, substituint en Genís Canet i Boadella. Va romandre a la cobla fins a la jubilació, a l'actuació de Carnaval del 1977, a Sitges. Durant els anys que l'encapçalà, la seva exigència i el seu rigor portaren la cobla-orquestra a un nivell altíssim. Una de les seves actuacions fou reforçar-la amb un tercer trompeta i un segon trombó, equilibrant la força de la fusta del davant amb un darrere potent, i guanyant possibilitats harmòniques en les interpretacions.
El mestre Saló inicià la seva tasca compositiva amb la sardana Confidència, el 1941, però no fou fins uns vint anys més tard que tingué temps i possibilitats per dedicar-se a la composició. En total, escrigué setanta-tres sardanes, moltes de les quals conegueren èxit de públic i de crítica. Per altra banda, adaptà per a la cobla-orquestra nombroses obres del repertori simfònic: Granados, Albéniz, Beethoven, Grieg, Brahms, Txaikovski, Rimski-Kórsakov, Schubert, Falla…

## Reconeixements
L'Escola de Cobla Comarcal Conrad Saló, actualment Escola Municipal de Música Conrad Saló, de la Bisbal d'Empordà, va ser fundada el 1981 per iniciativa de l'ajuntament. Un grup d'ex-alumnes d'aquesta va constituir, vuit anys més tard, la cobla la Bisbal Jove.
A Saló se li han dedicat diverses sardanes d'homenatge, com ara per part d'Enric Casals (Recordant Conrad Saló), de Montiel Galdón i Arrué (Homenatge acròstic a Conrad Saló, del 1998) o de Josep Cassú (la molt valorada Dilecte mestre).
La Bisbal d'Empordà organitza un concurs de composició de sardanes que porta el nom de Conrad Saló.

### Premi Conrad Saló
L'Ajuntament de La Bisbal convoca el Premi Mestre Conrad Saló de Composició de Sardanes per a Cobla en homenatge al difunt compositor. Hauria de ser bianual, però se'l va distribuir de manera irregular i se'l va suspendre entre l'any 1992 i 2008.

## Sardanes[6]
- Aires garriguencs (1981), Sardana de l'any
- L'Albert i el Cesc (1976)
- Als peus de la Verge (1961), record de quan feia d'escolanet
- Amics de Mataró (1977)
- Amics de Sarrià (1978)
- L'aplec de tardor (1979). Obtingué el premi Sardana de l'Any; i en una votació entre les quinze primeres sardanes de l'any guanyà el títol de Super-sardana de l'any
- Aura del Tura (1976)
- Bellpuig, ciutat pubilla (1972)
- Cant de coratge (1971), obligada de tenora
- Clatellades (1949), obligada de trompeta
- Desorientadora (1949), revessa
- Despertar a la vida (1945), dedicada a la seva filla Marisa
- L'enfadosa (1945), revessa
- Fallera (1947), dedicada a les Falles
- La festa de Sant Martirià (1976)
- Galanteig (1966)
- Gallardia (1944), obligada de tible, dedicada a l'Enric Barnosell, cosí-germà d'en Corad Saló
- Granollers, ciutat pubilla (1976)
- Grotesca (1946), obligada per a tres trompetes
- Ja sóc aquí (1978, obligada de tenora, dedicada a Jaume Vilà i Figueras
- Maria Pietat (1947), dedicada a la seva esposa Maria Pietat Rulduà
- Els ocells et canten (1959), en la mort del seu pare
- Palafrugell i Tamariu (1980)
- Reclam (1943), obligada per a dos fiscorns
- En Saleta i amics (1972), obligada de tible
- Sardana d'aplec (1958), obligada de cobla
- 75 aniversari (1964), dedicada a la Principal de la Bisbal
- Sol de Banyuls (1960)
- Solemnitat (1963)
- Vigorosa (1947), obligada de cobla